# Нітрит натрію
Нітри́т на́трію (натрій азотистокислий), — NaNO2, використовується як поліпшувач забарвлення і консервант у харчовій промисловості у виробах з м'яса та риби. Харчова добавка E250. Очищений нітрит натрію являє собою білий або злегка жовтуватий кристалічний порошок. Добре розчинний у воді і гігроскопічний. Чистий нітрит натрію не гігроскопічний. На повітрі повільно доокисляється до нітрату натрію NaNO3. Є сильним відновником.

## Отримання
Нітрит натрію NaNO2 є сіллю азотистої кислоти і виходить зазвичай з оксидів азоту по реакції: NO + NO2 + 2NaOH = 2NaNO2 + Н2O
Також нітрит натрію можна отримати шляхом розкладання нітрату натрію під час обережного розкладання його розплаву з виділенням вільного кисню:
2NaNO3 = 2NaNO2 + O2

## У хімічному синтезі
Нітрит натрію застосовується для утворення діазо-амінних сполук. Ці сполуки застосовуються в синтезі як джерело аміногруп при реакціях з «ядром» з'єднання, за рахунок відносно більш легкого відділення азотних груп N2.
У лабораторних умовах нітрит натрію також використовується для деактивації надлишку азиду натрію.
2 NaN3 + 2 HNO2 → 3 N2 + 2 NO + 2 NaOH
2 NaNO2 + H2SO4 → 2 HNO2 + Na2SO4
Нітрит натрію в хімічних реакціях виявляє окислювально-відновну подвійність, відновлюючись до оксиду азоту (II) або окислюючись до нітрату.
Наприклад, він при подальшому нагріванні розкладається, утворюючи оксид натрію, оксид азоту (II) і кисень (посередньою сполуком є, наприклад, Na2O2). Ймовірно, цей процес допоміг не задихнутися екіпажу першої діючої субмарини Корнелія Дреббеля, оскільки оксид натрію поглинає CO2.
4NaNO2 → 2Na2O + 4NO + O2

## Виробництво харчових продуктів
Як харчова добавка застосовується в харчовій промисловості в двох цілях: як антиокислювач, що забезпечує виробам з м'яса і риби «природний колір», і як антибактеріальний агент, що перешкоджає росту Clostridium botulinum — збудника ботулізму, — важкої харчової інтоксикації, спричиненої ботулінічним токсином і характеризується ураженням нервової системи.
В Євросоюзі може застосовуватися тільки як добавка до солі не більше 0,6 %.
Харчова добавка E250. Аналогічними властивостями володіє і нітрит калію — харчова добавка E249.
Відповідає ГОСТу 4197-74 або ТУ 6-09-590-75 (марка ОСЧ 4-7-3).
При нагріванні харчових продуктів відбувається реакції нітриту натрію з амінокислотами з утворенням канцерогену N-нітрозаміни, що викликають рак кишечника. Вживання м'ясних продуктів з нітритами може викликати хронічну обструктивну хворобу легенів.

## Будівництво і виробництво
Нітрит натрію у вигляді порошку по ГОСТ 19906-74 або водного розчину використовується як протиморозна добавка до бетонів у виробництві будівельних виробів і конструкцій, як інгібітор атмосферної корозії, в органічному синтезі і для інших цілей в хімічній, металургійній, медичної, целюлозно-паперової та інших галузях промисловості.
У будівництві нітрит натрію рекомендований ГОСТ 24211 «Добавки для бетонів. Загальні технічні вимоги» до використання як протиморозна добавка при зведенні монолітних бетонних і залізобетонних конструкцій, монолітних частин збірно-монолітних конструкцій, замонолічування стиків збірних конструкцій при сталій стійкою середньодобовій температурі навколишнього повітря або ґрунту нижче 5 °C і мінімальної добової температури нижче 0 °C, а також при виготовленні збірних бетонних та залізобетонних конструкцій в зимовий час в умовах будівельного майданчика.
Він також використовується при виробництві діазо-барвників, нітросполук та інших органічних сполук.
Використовується в фарбуванні трафаретним і прямим (прямого друку) методом текстилю з натуральних і вибілених натуральних волокон.
Використовується при обробці поверхні металу при фосфатуванні і для зняття шару олова.
Використовується у виробництві каучуків.
Використовується для виготовлення Попперс.
Використовується для приготування розчину газогенеруючих добавок у виробництві вибухових речовин.

## Медицина і біологія
Нітрит натрію також використовується в медицині та ветеринарії як судинорозширювальний, бронхолітичний (розширює бронхи) засіб, знімає спазми кишки, використовується як проносне. Нітрит натрію використовується як ліки разом з тіосульфатом натрію для лікування отруєння ціанідами (антидот).
Проводяться дослідження по застосуванню його при серповидній анемії, отруєнні ціанідами, серцевим нападам та ішемією серця, аневризмами головного мозку і легеневої гіпертензії у дітей. E250 може викликати серйозне отруєння з летальним результатом.

## Особливості поведінки, біологічна дія
Нітрит натрію є загально-отруйною токсичною речовиною, у тому числі і для ссавців (50 відсотків щурів гинуть при дозі в 180 міліграмів на кілограм ваги).
При дослідженнях виявлено утворення канцерогенів N-нітрозамінів при реакції нітриту натрію з амінокислотами при їх нагріванні, що означає потенційну можливість утворення ракових змін при вживанні продуктів, що проходили теплову обробку в присутності нітриту натрію. Дослідження виявили зв'язок між вживанням подібних продуктів і раком кишечнику. 1970 року було виявлено що аскорбінова кислота інгібує утворення нітрозамінів. В деяких країнах існують правила які зобов'язують виробників використовувати аскорбінову кислоту (або схожі інгібітори), для зменшення концентрації нітрозамінів.
Також був виявлений зв'язок між частим вживанням м'яса з вмістом нітритів і хронічною обструктивною хворобою легень [8].
Речовина відноситься до 1-го класу небезпеки, токсичний, має гостро-направлену дію. При розкладанні виділяє окиси азоту. Вогненебезпечний, сприяє самозайманню горючих матеріалів (може супроводжуватися вибухом), окислювач.